# Вага тіла людини
Вага́ ті́ла люди́ни — поряд з хорошим самопочуттям є одним із показників енергетичної рівноваги. Розмовно і в біологічних та медичних науках для позначення маси або ваги людини часто використовується термін маса тіла. Хоча терміни маси і ваги часто використовуються як взаємозамінні в контексті маси тіла, вони насправді стосуються окремих, але взаємопов'язаних понять у фізиці. Маса є мірою інертності об'єкта і не залежить від впливу гравітації, в той час як вага є мірою сили тяжіння. Таким чином, якщо людина переміститься з Землі на Місяць, де менше тяжіння, її маса залишиться незмінною, але вага її знизиться.
Маса тіла людини вимірюється в кілограмах у всьому світі, хоча в деяких країнах, таких як США, Канада та Велика Британія вона вимірюється в фунтах.
Вага окремих представників також визначається взаємодією генів і навколишнього середовища.

Силуети людей, що мають вагу (зліва направо): «нормальна», надмірна вага, ожиріння.

## Методи визначення
Існує багато методів визначення нормальної ваги тіла людини. В офіційній медицині вважається, що вага людини в кілограмах повинна дорівнювати величині її росту в сантиметрах мінус 100 +/-10%.
Інший метод оцінки ідеальної маси тіла визначається за величиною індекса маси тіла.

## Розподіл маси тіла
Вона розподіляється (для нормальної побудови приблизно):
- кістки (кістяк): 15% від загальної ваги (цей відсоток поступово зменшується після 50 років);
- маса м'язів: 35% у чоловіків, 28% у жінок
- жирова маса: близько 13% у чоловіків і 20% у жінок;
- маса вісцеральна (нутрощі): 28%;
- маса крові: 7-8%;
- шкіра і покриви: 1%;
- соки (рідини, секрети): 2%.

### Вміст води
У тілі здорової дорослої людини, і при нормальній вазі, міститься близько 56% води, тобто близько 40 літрів води на 70 кг людини.
Частка води в організмі з віком зменшується:
- 97% у плода,
- 80% новонароджених
- 75% немовлят
- 70% дітей
- 61% дорослих чоловіків і 51% у дорослих жінок
- 45% у літніх людей.

Розподіл води не є однорідним по органам:
- 80% в головному мозку;
- 75% у м'язах;
- 50% в кістках;
- 80%-серце;
- 80%-легені;
- 80%-нирки.

## Середня вага по всьому світу

### По регіонах
| Регіон                     | Доросле населення (млн) | Середня вага | Надмірна вага населення / чисельність населення | Джерело |
| -------------------------- | ----------------------- | ------------ | ----------------------------------------------- | ------- |
| Африка                     | 535                     | 60,7 кг      | 28.9%                                           | [ 2 ]   |
| Азія                       | 2,815                   | 57,7 кг      | 24.2%                                           | [ 2 ]   |
| Європа                     | 606                     | 70,8 кг      | 55.6%                                           | [ 2 ]   |
| Латинська Америка і Кариби | 386                     | 67,9 кг      | 57.9%                                           | [ 2 ]   |
| Північна Америка           | 263                     | 80,7 кг      | 73.9%                                           | [ 2 ]   |
| Океанія                    | 24                      | 74,1 кг      | 63.3%                                           | [ 2 ]   |
| Світ                       | 4,630                   | 62,0 кг      | 34.7%                                           | [ 2 ]   |

### По країнах
| Країна                        | Середня вага чоловіків | Середня вага жінок | Приклади населення / віковий діапазон | Методологія | Рік       | Джерело |
| ----------------------------- | ---------------------- | ------------------ | ------------------------------------- | ----------- | --------- | ------- |
| Бразилія                      | 72,7 кг                | 62,5 кг            | 20–74                                 | Виміряно    | 2008–2009 | [ 3 ]   |
| Чилі                          | 77,3 кг                | 67,5 кг            | 15+                                   | Виміряно    | 2009–2010 | [ 4 ]   |
| Німеччина                     | 82,4 кг                | 67,5 кг            | 18+                                   | Виміряно    | 2007      | [ 5 ]   |
| Південна Корея                | 68,6 кг                | 56,5 кг            | 18+                                   | Виміряно    | 2007      | [ 5 ]   |
| Сполучене Королівство – Уельс | 84,0 кг                | 69,0 кг            | 16+                                   | Виміряно    | 2009      | [ 6 ]   |
| США                           | 88,3 кг                | 74,7 кг            | 20+                                   | Виміряно    | 2003-2006 | [ 7 ]   |

## Стабільність маси тіла
Стабільність маси тіла залежить від споживання енергії та витрат цієї енергії. Коли споживання енергії перевищує витрату, надлишкова енергія накопичується в організмі у вигляді вуглеводів, білків або жирів, і це приводить до збільшення маси тіла. Зворотне також вірно: коли витрата енергії перевищує споживання енергії, маса тіла зменшується.
Див. ще: основний обмін, гомеостаз

## Вагосгонка
Атлети повинні за допомогою корегування харчування знизити свою вагу так, щоб він став приблизно на п'ять кілограмів вище запланованого. Більше - і все стане важче і навіть небезпечніше.